# Élisabeth-Louise Vigée-Le Brun
Élisabeth-Louis Vigée-Lebrun, francoska slikarka, pisateljica in salonska dama, * 16. april 1755, Pariz, † 30. marec 1842, Pariz
Rodila se je v Parizu leta 1755, umrla je leta 1842. Bila je hči manj pomembnega umetnika Louisa. Oče jo je tudi učil slikanja. Znana je kot portretistka, naslikala je številne upodobitve francoske kraljice Marije Antoanete, s katero sta bili v dobrih odnosih. Prav zaradi odnosa z družino francoskega kralja je v času revoluciji morala pobegniti. V času izgnanstva je delovala v Italiji, Rusiji in Angliji.